# Bernie LaBarge
Bernie LaBarge (* 11. března 1953 v Ottawě) je kanadský kytarista, zpěvák, skladatel a textař. Už od svých 11 let hraje na kytaru, profesionálně pak od roku 1967.

## Diskografie
- Catwalk – Rain (1972, singl)
- Louise – Rain (1973, singl)
- Dream Away – Bernie LaBarge (1981, singl, produkce: Daniel Lanois)
- Long John Baldry – Long John Baldry (EMI 1980)
- Effective Immediately – Zwol (1981)
- Time Stands Still – Christopher Ward (1981)
- Thrillz – Zwol – (1982)
- Gowan – Lawrence Gowan (1982)
- Love Me Closer – Hagood Hardy (1982, Attic Records)
- Barging In – Bernie LaBarge (1983, Sony)
- Can't Hold On Forever – Bernie LaBarge (1983, singl)
- Champions – Canadian Brass (1983, Sony)
- Overnight Sensation – Bernie LaBarge (1984, single)
- Listen to a Boy In Love – Bernie LaBarge (1985, single)
- Heartbeat – Priscilla Wright (1985, Attic Records)
- Turn On the Lights Before You Leave – Bernie LaBarge (1987, single)
- Aural Fixations – Kim Mitchell (1992)
- Hip to the Tip – The Dexters (1995)
- Feels Like Home – Cassandra Vasik (1995)
- Much Too Late – The Danny B. Blues Band (1996)
- Life is But a Dream – Joel Feeney (1996)
- Mother and Child – Paige Stroman (2000)
- Side One – The Stickmen (2002)
- Different – Cassandra Vasik (2003)
- Side Two – The Stickmen (2003)
- A Musical Biography – David Clayton-Thomas (2006)
- I Love Being Here With You – Dione Taylor (2006)
- Christmas Lullabies – Paige Stroman (2007)
- Jon Levine Band – Jon Levine Band (2007)

## Hudební skupiny
- 1967 – The Underground Taxi Service
- 1968 – 1969 – The Royal Banke
- 1969 – 1972 – Stem
- 1972 – 1973 – Rain
- 1973 – 1974 – The Jax 'n Lynda
- 1974 – George Olliver's Blue-Eyed Brotherhood
- 1974 – 1975 – Hot Dog
- 1975 – 1976 – Whizz
- 1976 – 1977 – Stingaree
- 1978 – 1979 – Bond
- 1979 – Sweet Blindness
- 1980 – Zwol
- 1980 – 1981 – Kearney, King, McBride & LaBarge
- 1983 – 1990 – The Irish Rovers
- 1987 – Mind Over Matter
- 1989 – 1996 – The Danny B Blues Band
- 1992 – 1994 – Cassandra Vasik
- 1994 – 2006 – The Dexters
- 1999 – 2002 – Off The Record
- 2002 – 2006 – The Stickmen
- 2005 – současnost: David Clayton-Thomas